# ردمی نوت ۹
ردمی نوت ۹ (انگلیسی: Redmi Note 9) یک فبلت اندرویدی از سری ردمی نوت است که توسط شیائومی تولید شده‌است.